# Michael R. Taylor
Pour les articles homonymes, voir Michael Taylor et Taylor.
Michael R. Taylor est le Deputy Commissioner for Foods de la Food and Drugs Administration (FDA), l'agence sanitaire des États-Unis. Avocat de formation, il travailla dès 1981 pour le cabinet King & Spalding (en), où il représentait notamment la multinationale Monsanto, après avoir travaillé quelques années comme avocat pour la FDA.
Il quitta King & Spalding en 1991 pour devenir Deputy Commissioner for Policy de la FDA, avant de passer au Département de l'Agriculture, où il fut Administrator of the Food Safety & Inspection Service de 1994 à 1996. 
Après un bref retour à King & Spalding, il fut embauché par Monsanto pour devenir son Vice President for Public Policy. Nommé professeur à l'Université du Maryland, puis, en 2007, à l'Université George Washington, il revint vers la FDA en juillet 2009 comme senior advisor. Il participa aux travaux du think-tank Resources for the Future (en), financés par la fondation Rockefeller. En 2010, le président Obama le nomma Deputy Commissioner for Foods à la FDA.